# Cerionesta luteola
Cerionesta luteola är en spindelart som först beskrevs av Peckham, Peckham 1893.  Cerionesta luteola ingår i släktet Cerionesta och familjen hoppspindlar. Inga underarter finns listade i Catalogue of Life.